# Монсен, Фредерик
Кристиан Фредрик Монсен (норв. Christian Fredrik Monsen; 27 апреля 1878, Кристиания — 31 января 1954) — норвежский политический и государственный деятель левого толка. Президент норвежского парламента (стортинга) (10 декабря 1945 — 10 января 1949). Министр обороны Норвегии (январь 1928 — февраль 1928 и 20 марта 1935 — 22 декабря 1939), редактор.

## Биография
В 1898 году окончил Хамарский педагогическое училище, затем учительствовал. Принимал участие в зарождавшемся политическом рабочем движении.
С 1913 по 1916 год редактировал газету «Demokraten». В 1924—1925 годах — главный редактор «Arbeideren & Gudbrandsdalens Arbeiderblad».
Член городского совета Хамара с 1907 по 1945 год, мэр г. Хамар (1916—1919), исполнял обязанности мэра в 1919—1922 годах.
В 1922 году был избран депутатом норвежского парламента (стортинга). Успешно переизбирался на выборах шесть раз.
Политик. После раскола Рабочей партии в 1923 году перешёл в компартию. В 1923—1927 годах состоял в Коммунистической партии Норвегии, в 1927—1954 годах — член Рабочей партии Норвегии.
Дважды занимал пост министра обороны Норвегии (1928 и 1935—1939). Пацифист. После немецкого вторжения в Норвегию снят в декабре 1940 года с должности школьного инспектора, в следующем году бежал в Швецию, где какое-то время возглавлял норвежское управление по делам беженцев в Уппсале. В 1942—1945 годах был руководителем Норвежского государственного контрольно-ревизионного управления в Стокгольме.
Автор нескольких брошюр:
- Правда о военных, 1928 г. (новая редакция 1929)
- Разоружение или милитаризм?, 1930 г.
- Линия Småkårsfolkets в долговом и налоговом вопросе, 1931 г.
- Военное безумие или гражданский разум, 1932 г.
- Кислингсакен, 1932 год.

Был членом правления Норвежского союза конькобежцев и Норвежской национальной спортивной ассоциации.